# Bockemühle (Marienheide)
Bockemühle ist eine Ortschaft der Gemeinde Marienheide im Oberbergischen Kreis im Regierungsbezirk Köln in Nordrhein-Westfalen (Deutschland).

## Lage und Beschreibung
Der Ort liegt nordöstlich von Marienheide an der Lingesetalsperre. Nachbarorte sind Linge, Wernscheid und Höfel.

## Geschichte
Seit dem Jahr 1894 ist Bockemühle in topografischen Karten verzeichnet. In einer Bockemühle wurden die Flachsfasern durch ein Stampfwerk von den Holz- und Rindenteilen befreit.

## Wandern
Der mit dem Wegzeichen A6 vom SGV markierte Rundwanderweg führt am Ort vorbei.